# Левуново
Левуново (болг. Левуново) — село в Благоевградской области Болгарии. Входит в состав общины Сандански. Находится примерно в 8 км к югу от центра города Сандански и примерно в 62 км к югу от центра города Благоевград. По данным переписи населения 2011 года, в селе  проживало 694 человека, преобладающая национальность — болгары.

## Население
| Год     | 1934 | 1946 | 1956 | 1965 | 1975 | 1985 | 1992 | 2001 | 2011 |
| ------- | ---- | ---- | ---- | ---- | ---- | ---- | ---- | ---- | ---- |
| Жителей | 769  | 1036 | 1061 | 1314 | 1131 | 1003 | 897  | 830  | 694  |

|  |